# Krucifix (Chotěšice)
Krucifix stojí na obecní návsi v Chotěšicích v okrese Nymburk. Jedná se o 3,75 metru vysoký pískovcový kříž, vztyčený roku 1825. Od 9. února 1987 je toto kvalitně provedené pozdně barokní kamenické dílo kulturní památkou.

## Historie a popis
Kamenný kříž z pískovce na dvoustupňovém základu byl v Chotěšicích vztyčen roku 1825. Jeho podstavec tvoří tři díly. Stojí na čtyřbokém soklu, jenž je v horní části odsazený a vyžlabený. Na přední straně je vyveden rytý rám, tvořený obdélníkem s vykrojenými rohy a nápisem uvnitř. Na středním díle se nacházejí voluty a meandry. Do jeho čelní strany je vtisknut výklenek s plastickým okrajem, jenž býval původně červený. Uvnitř něho se nachází výjev Panny Marie se sepjatýma rukama na hrudi. Římsovitě rozšířená hlavice krucifixu je ohraničena oblounem a horní část se zvedá fabionem s římsičkou. Nachází se v ní ornament Božího oka a držák na světlo. Samotný kříž na vrcholu má profilovanou patku, trojlaločné konce břeven a zepředu je ďubkovaný s hladkou obrubou a s reliéfním korpusem. V dolní části kříže je vyveden had, směřující hlavem dolů, s jablkem v tlamě.
Kříž je obehnán moderní ohrádkou o betonovém základu.

## Galerie

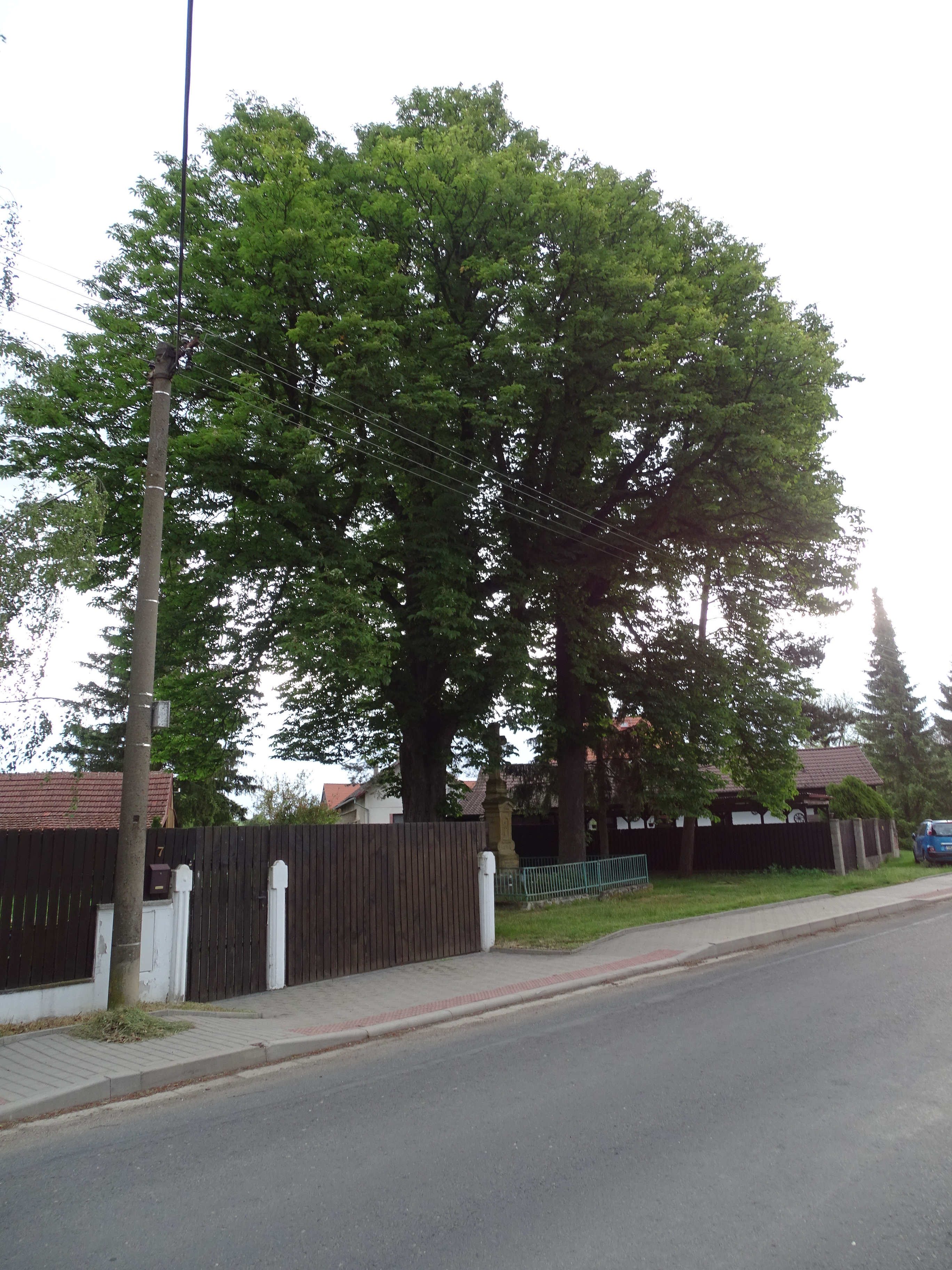
Pohled z dálky
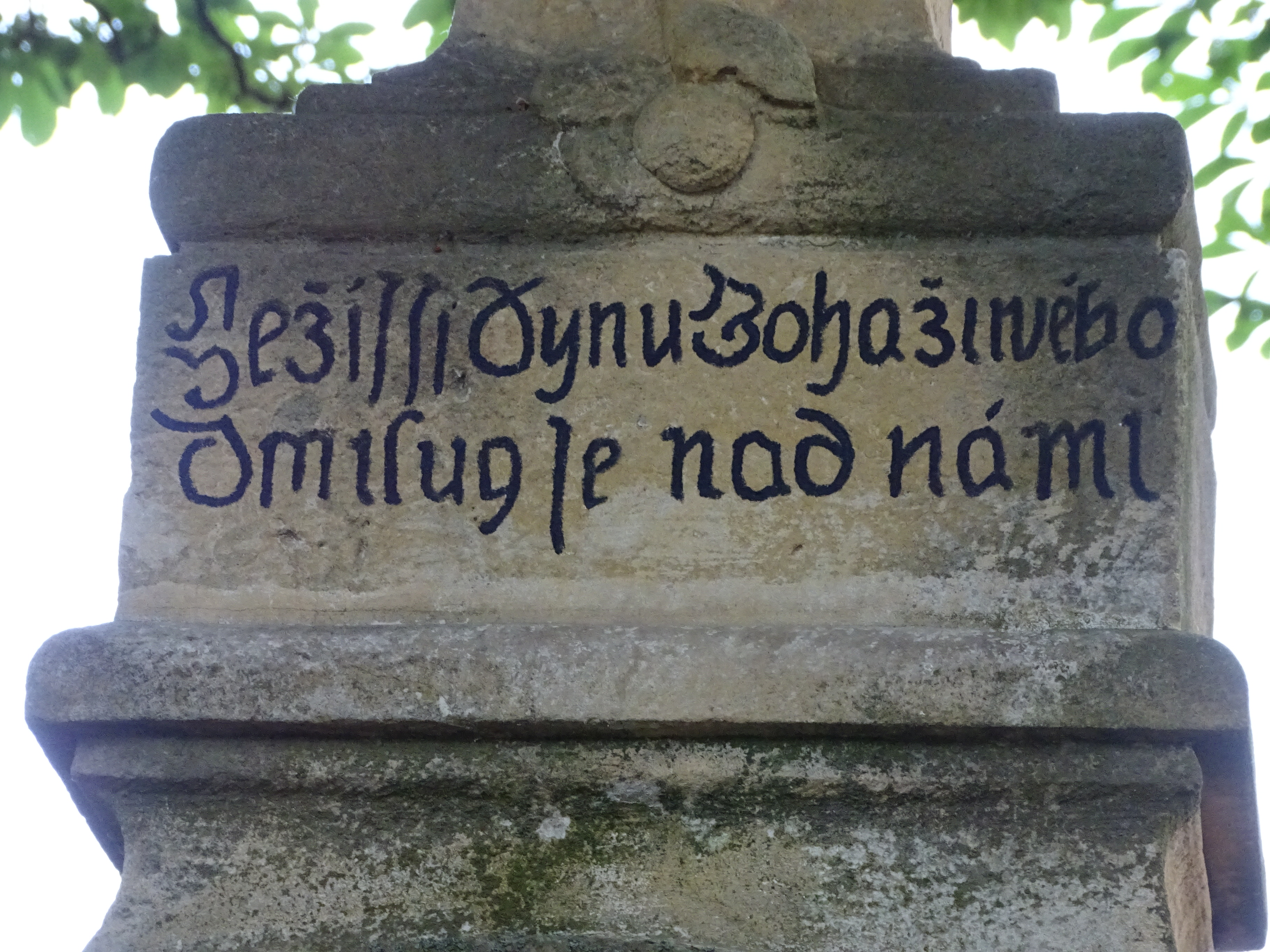
Detail nápisu pod křížem
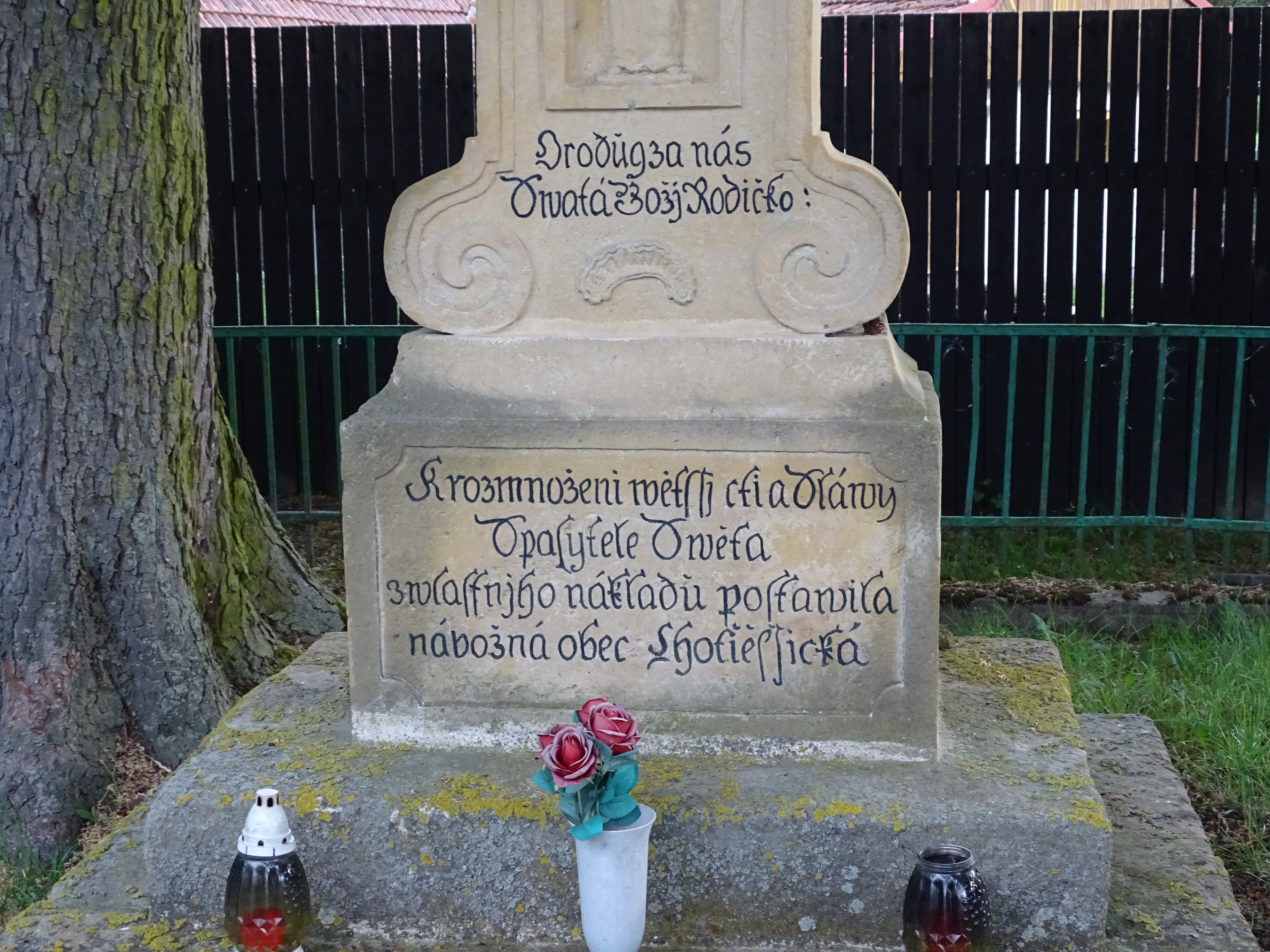
Detail nápisu na spodním dílu